# 威科集團
威科集團（Wolters Kluwer N.V.）是一家全球性的信息服務企業，總部位於荷蘭萊茵河畔阿爾芬。該公司創建於1987年，是由Kluwer Publishers和Wolters Samson兩家公司合併誕生。

## 外部連結
- 官方网站
- Dutch website （页面存档备份，存于）
- Mary H. Munroe. . The Academic Publishing Industry: A Story of Merger and Acquisition. 2004  [2018-02-07]. （原始内容存档于2014-10-20） –Northern Illinois University.